# 西新宿ジャンクション

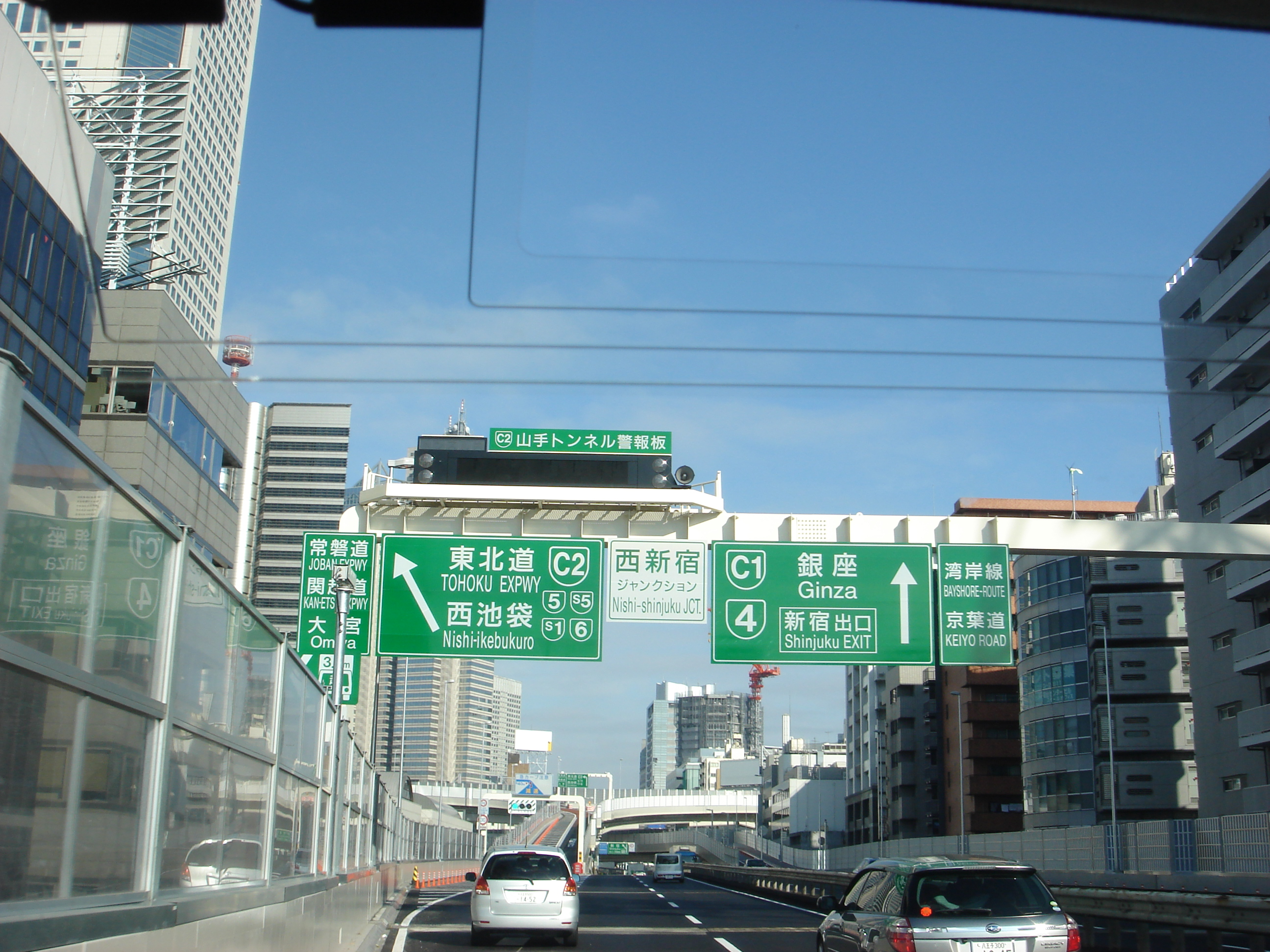
西新宿ジャンクション（4号上り）

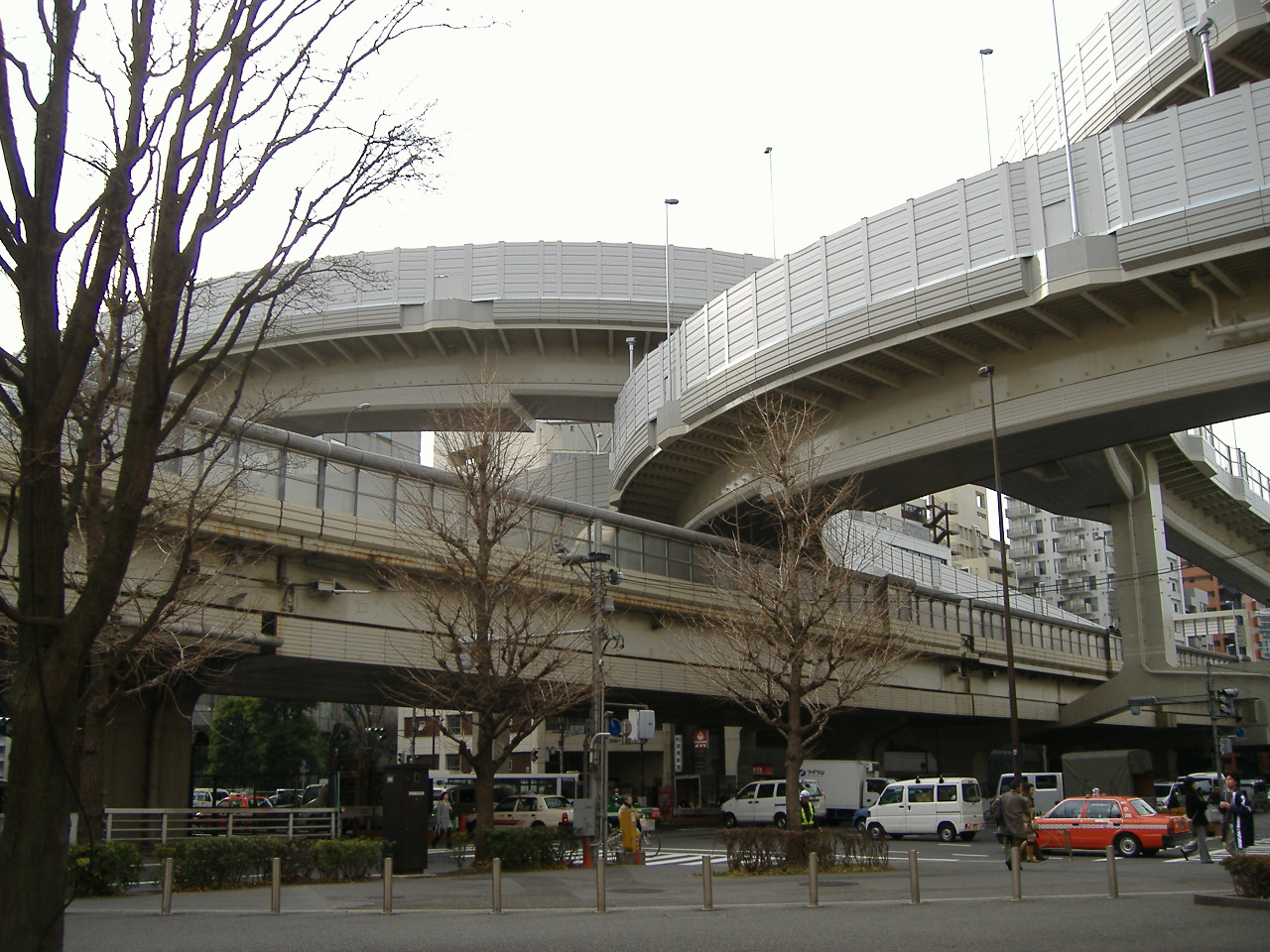
北東側街路より。右奥が高井戸方面。

西新宿ジャンクション（にししんじゅくジャンクション）は、東京都新宿区にある、首都高速4号新宿線（高井戸方面）と中央環状線を結ぶジャンクション。

## 構造
当JCTは甲州街道と山手通りが立体交差する初台交差点の真上に位置する。山手通りの地下を山手トンネルで通っている中央環状線からのランプが南北両方向から分岐し急勾配を登り（本線は地下のまま）、高架構造の4号新宿線のさらに上へ取り付く。さらに4号新宿線 高井戸方面からのランプも4号新宿線本線の上に登り、本線の上層でお互いの連絡線で2層の丁字路を形成する。その構造上、中央環状線（熊野町方面・大橋方面）と4号新宿線 三宅坂方面との相互の行き来は出来ない。
ランプはいずれも急勾配及び半径40メートルの急カーブを有することから、時速30キロメートルの速度制限が設けられている。
マスコミ公開時には、ジャンクションランプ2層、4号新宿線本線、山手通り本線及び甲州街道側道、甲州街道本線（アンダーパス）、地下の中央環状線本線とで計6層構造（甲州街道地下を走る京王新線を加えれば計7層構造）を形成する交差点として報道された。当初の計画では、ジャンクションのランプは平面交差し信号制御（美女木JCTと同様の方式）となる予定であったが、その後の設計変更で現在の立体交差形式となった。
2018年1月22日に大雪が降った際、外回り山手トンネルからジャンクション上り坂に差し掛かったトレーラーが、タイヤチェーンを履いていたにもかかわらず勾配8パーセントの坂を登れずに途中でスタックした。車線を塞いだため、10時間以上に及ぶ渋滞を作る原因となった。

## 歴史
- 2007年（平成19年）12月22日 : 西新宿JCT - 熊野町JCT間開通に伴い、部分的に供用開始
- 2010年（平成22年）3月28日 : 大橋JCT - 西新宿JCT間開通に伴い、全面供用開始

## 連絡する路線
- 4号新宿線高井戸出入口方面⇔中央環状線熊野町JCT方面・大橋JCT方面
  - 4号新宿線三宅坂JCT方面と中央環状線との行き来はできない。

## 隣
首都高速4号新宿線
(404,405)新宿出入口 - 西新宿JCT - (406)初台出入口
首都高速中央環状線（危険物積載車は通行禁止）
(C23)初台南出入口 - 西新宿JCT - (C24)中野長者橋出入口